# Proches de Jésus
Vous pouvez aider à l'améliorer ou bien discuter des problèmes sur sa page de discussion.
- Il ne cite pas suffisamment ses sources. Vous pouvez indiquer les passages à sourcer avec {{référence nécessaire}} ou {{Référence souhaitée}}, et inclure les références utiles en les liant aux notes de bas de page. (Marqué depuis juillet 2020)
- Il doit être recyclé. La réorganisation et la clarification du contenu sont nécessaires. (Marqué depuis juillet 2020)

- Archive Wikiwix
- Bing
- Cairn
- DuckDuckGo
- E. Universalis
- Gallica
- Google
- G. Books
- G. News
- G. Scholar
- Persée
- Qwant
- (zh) Baidu
- (ru) Yandex
- (wd) trouver des œuvres sur Wikidata

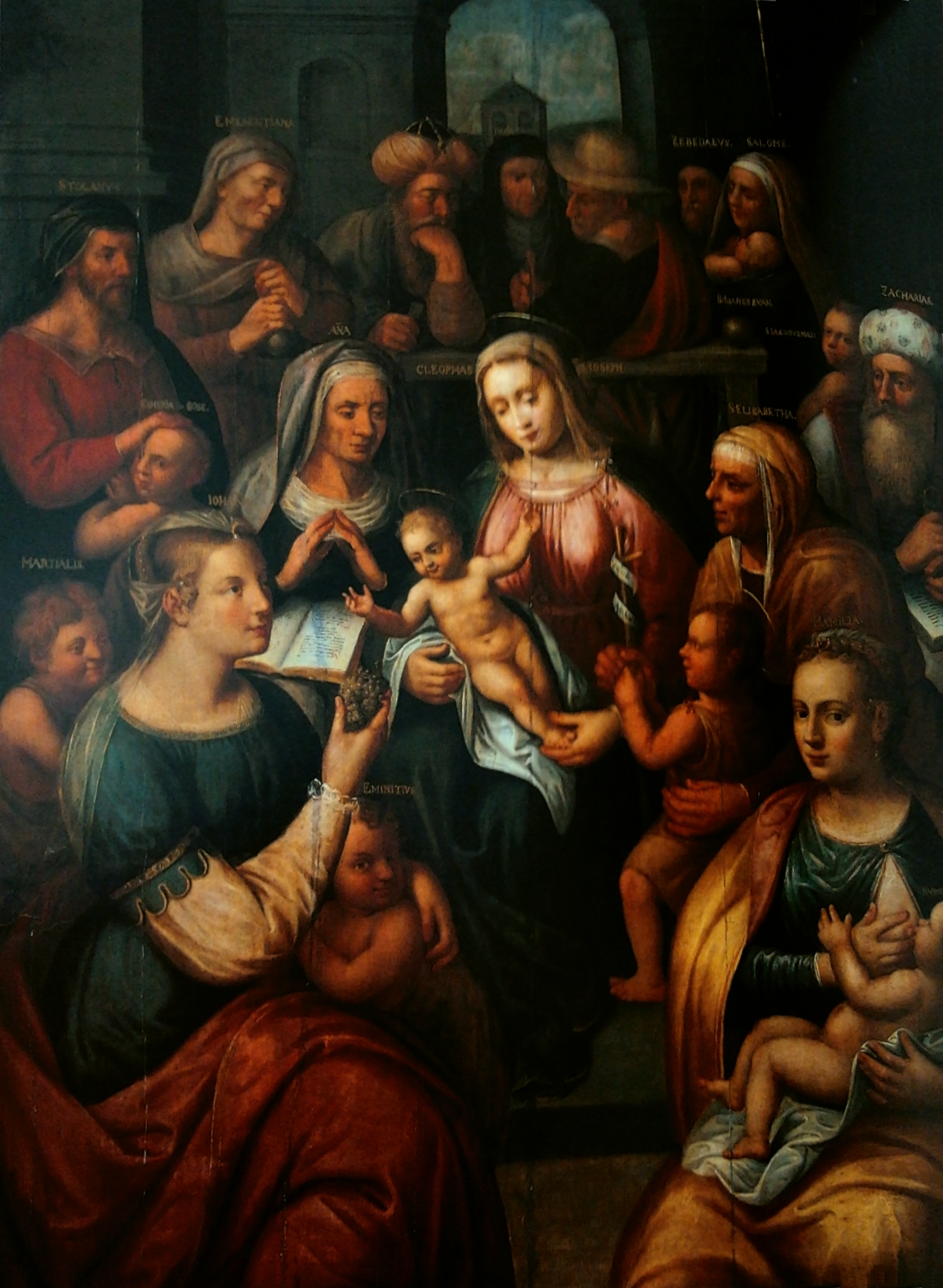
Famille de Marie, huile sur chêne de Michiel Coxcie, 2e moitié du XVIe siècle, musée du palais de Jean III, Varsovie.

Les proches parents de Jésus de Nazareth, parfois désignés par le mot desposyni (du grec δεσπόσυνος, desposunos, « du maître » ou « qui concerne le maître ») sont évoqués dans les Évangiles, les Actes des Apôtres, les œuvres de Flavius Josèphe, l’Histoire ecclésiastique d'Eusèbe de Césarée et les évangiles apocryphes.
Les proches de Jésus jouèrent un rôle important dans les premiers siècles du christianisme, dans l'Église de Jérusalem puis en Orient. Leur identification fait l'objet de controverses depuis l'Antiquité, notamment celle qui a trait aux « frères et sœurs » de Jésus.

## Joseph
Les sources chrétiennes concernant Joseph se trouvent dans l'Évangile selon Matthieu et dans l'Évangile selon Luc. Selon ces textes, Joseph était promis à Marie au moment de la conception de Jésus ; par conséquent, ils étaient alors déjà légalement mari et femme, bien qu'il ne leur fût pas encore permis de vivre ensemble. Joseph est en revanche totalement absent de l'Évangile selon Marc qui a probablement servi de base pour écrire ceux attribués à Matthieu et à Luc.
Dans les Évangiles de Matthieu et de Luc, il est fait référence à Joseph en tant que père adoptif de Jésus, celui-ci étant, de ce fait, intégré dans la lignée royale davidique. Joseph n'apparaît pas dans les autres évangiles canoniques. Il n'est pas fait mention de lui dans les Actes des Apôtres, contrairement aux autres membres de la famille de Jésus. Ces faits sont souvent interprétés, par les tenants de l'historicité des évangiles, comme le signe qu'il était mort quand Jésus a commencé son ministère.

## Marie
La majorité des informations sur Marie, la mère de Jésus, proviennent des mentions qui en sont faites dans les Évangiles canoniques, surtout l'Évangile selon Luc, et dans les Actes des Apôtres ; l'Évangile selon Jean n'en fait pas mention par son nom. Elles sont au nombre de huit.
En dehors des récits qui en sont faits par les Évangiles ainsi que par quelques autres sources chrétiennes, il n'existe aucune information indépendante et vérifiable sur les différents aspects de la vie de Marie. Un récit de l'enfance de Marie est donné dans le Protévangile de Jacques, un texte apocryphe écrit au milieu du IIe siècle.
Les textes évangéliques témoignent dès la fin du Ier siècle, d'une tradition mariale fermement établie dans les premières communautés chrétiennes. On sait également que la piété mariale a précédé la doctrine ecclésiastique.

## Les «frères et sœurs» de Jésus
Jésus est décrit dans les Évangiles comme ayant des frères (Mt 12, 46; Mc 3, 31; Lc 8, 19), Jacques, Joset (ou José ou Joseph suivant les manuscrits), Jude et Simon (ou Siméon), ainsi que des sœurs. Le débat exégétique est ouvert entre catholiques et protestants sur la nature de cette fraternité.

### Les théories
- Théorie helvidienne : Baptisée ainsi, d’après Helvidius qui la défendit, elle correspond à l'interprétation littérale des textes : Joseph et Marie auraient eu des enfants après la naissance de Jésus.
  - Adoptèrent cette théorie : Helvidius, Hégésippe, Bonosus de Sardica, Jovinianus, les Ébionites, les Antidicomarianites.

- Théorie épiphanienne : Du nom de l'évêque Épiphane de Salamine[3], elle considère qu'il s'agit de demi-frères et demi-sœurs de Jésus que Joseph, veuf, aurait eus d'un précédent mariage. Elle constitue la tradition et la foi de l'Église orthodoxe[4]. Noter que l'une des "sœurs" de Jésus s'appelle, d'après Épiphane, "Salomé"[5] et on peut conjecturer que c'était la même personne qui l'avait suivi jusqu'au pied de la croix[6].
  - Adoptèrent cette théorie : Évangile selon Pierre, Protévangile de Jacques, Clément d'Alexandrie, Origène, Eusèbe de Césarée, Hilaire de Poitiers, Ambrosiaster, Grégoire de Nysse, Épiphane, Ambroise de Milan, Jean Chrysostome, Cyrille d'Alexandrie, les courants orientaux (grec, syrien, et copte).
- Théorie hiéronymienne : Du nom de saint Jérôme, elle considère que les mots « frères et sœurs » doivent être pris au sens large de parents proches. C'est la position de l'Église catholique.
  - Adoptèrent cette théorie : Jérôme de Stridon, Pélage, Augustin d'Hippone, Jean Chrysostome, Théodoret de Cyr, tous les écrivains latins plus tardifs.

## Marie de Clopas et Clopas
Marie de Clopas est citée dans l'Évangile selon Jean : « Près de la croix de Jésus se tenaient sa mère et la sœur de sa mère, Marie de Clopas, et Marie de Magdala » (Jn 19,25).
Ce verset est à rapprocher de ce qui est dit dans l'Évangile selon Matthieu : « Parmi elles étaient Marie de Magdala, Marie, mère de Jacques et de Joseph, et la mère des fils de Zébédée. » (Mt 27,56), et dans celui de Marc : « Il y avait aussi des femmes qui regardaient de loin. Parmi elles étaient Marie de Magdala, Marie, mère de Jacques le petit et de Joses, et Salomé. » (Mc 15,40) ;  « Lorsque le sabbat fut passé, Marie de Magdala, Marie, mère de Jacques, et Salomé, achetèrent des aromates, afin d'aller embaumer Jésus. » (Mc 16,1), et celui de Évangile selon Luc : « Celles qui dirent ces choses aux apôtres étaient Marie de Magdala, Jeanne, Marie, mère de Jacques, et les autres qui étaient avec elles. » (Lc 24,10).
Un passage de l'Histoire ecclésiastique d'Eusèbe de Césarée qui apparaît comme une citation d'Hégésippe (vers 150) indique que Clopas est le frère de Joseph : « tous, d'une seule pensée, décidèrent que Siméon, fils de Clopas, qui est mentionné dans le livre de l'Évangile, était digne du siège de cette Église : il était, dit-on, cousin du Sauveur. Hégésippe raconte en effet que Clopas était le frère de Joseph » (Hist. eccl. 3, 11, 32). Dans un autre passage (Hist. eccl. 3, 32) Siméon est dit fils de Marie femme de Clopas.
Beaucoup de traditions semblent d'accord pour assimiler Marie, femme de Clopas et Marie mère de Jacques le Juste et Joses.
E.W. Bullinger et, avant lui, Jérôme de Stridon, déduisent de Jean 19:25 que Marie, la femme de Clopas, était la sœur de Marie, la mère du Messie. En effet, le texte en grec n'utilise pas de conjonction de coordination και, et, entre « la sœur de sa mère » et « Marie de Clopas » : Jean 19, 25 : « ειστηκεισαν δε παρα τω σταυρω του Ιησου η μητηρ αυτου και η αδελφη της μητρος αυτου, Μαρια η του Κλωπα και Μαρια η Μαγδαληνη ». Si l'on tient compte des deux hypothèses, cela impliquerait que Joseph et Clopas auraient été deux frères qui auraient épousé deux sœurs prénommées toutes les deux Marie. Selon une interprétation plus vraisemblable, il faut distinguer « la sœur de sa mère », Salomé, et « Marie de Clopas » qui ne serait pas désignée par une apposition mais simplement citée à la suite.

## Jean le Baptiste, Zacharie, Élisabeth
Jean le Baptiste, fils du prêtre Zacharie et d'Élisabeth (Lc 1, 5s) est, selon le texte évangélique, un parent de Jésus, car sa mère est une cousine de Marie, selon la tradition chrétienne. L'Évangile attribué à Luc indique seulement que Marie et Elisabeth sont « parentes » (Lc 1, 36). Selon les traditions chrétienne et musulmane, Jean le Baptiste et Jésus sont des cousins. Jean a baptisé Jésus dans le Jourdain (Mt 3, 16-17 par.). Sa mise en cause de la conduite d'Hérode Antipas a entraîné sa mort par décapitation (Mt 14, 1-12). Flavius Josèphe précise que c'est à l'occasion des conflits nés pour la possession des territoires de l'ancienne tétrarchie de Hérode Philippe après sa mort en 34, que la prise de position contre Antipas qui revendiquait ce territoire et le fait que Jean Baptiste rassemblait ses partisans qui semblaient prêts à le suivre en toutes choses, qu'Antipas le fait arrêter puis tuer pour éviter des troubles. Sa mort semble avoir eu un grand rôle dans la défaite de l'armée d'Antipas, si ce n'est dans le déclenchement des hostilités entre le roi de Pétra Arétas IV et Antipas, Flavius Josèphe ne dit pas comment Jean le Baptiste a été tué. Dans un épisode dont les aspects légendaires sont évidents et très importants les évangiles disent qu'il a été décapité dans sa prison. Sa tombe était honorée à Sébaste en Samarie au IVe siècle, ainsi qu'à Damas. Plusieurs Églises revendiqueront la possession de sa tête ou de son corps. Le tombeau de Jean Baptiste est détruit à plusieurs reprises dans l'histoire dans, à peu près, toutes les régions d'Europe et du proche-orient, preuve de sa grande popularité.

## Anne
Selon plusieurs Évangiles apocryphes, Anne serait la mère de Marie et donc la grand-mère de Jésus (voir Anne (protévangile)).

## Enfants de Jésus
D'après certains courants néo-gnostiques, Jésus aurait épousé Marie de Magdala et ils auraient eu des enfants. Des auteurs de fiction modernes reprennent cette idée en suggérant une théorie du complot. Cette hypothèse ne possède, d'après la grande majorité des spécialistes, aucun fondement historique, biblique, apocryphe, archéologique, généalogique ou génétique.

## Autres personnages
D'après Eusèbe de Césarée, la communauté judéo-chrétienne de Jérusalem qui avait jusque-là été dirigée par des proches de Jésus, Jacques le Juste puis Siméon a émigré à Pella en Transjordanie avant ou au début de la guerre juive de 66-70 (Hist. eccl. 1, 5), puis a cessé de jouer un rôle important dans le développement du christianisme. Ceci doit toutefois être nuancé par ce que l'on sait des successeurs de Siméon (voir ici), ce qui laisse entendre que les judéo-chrétiens sont revenus de Pella peu après la guerre juive.
Trois évêques nestoriens de Séleucie au IIIe siècle sont cités par l'écrivain du XIIIe siècle, Bar-Hebraeus.

## Emploi ecclésiologique
L'Église se conçoit elle-même comme la famille du Seigneur. Dans Deus Caritas Est, le pape Benoît XVI écrit que : « L’Église est la famille de Dieu dans le monde. Dans cette famille, personne ne doit souffrir par manque du nécessaire. En même temps, la caritas-agapè dépasse aussi les frontières de l’Église ; la parabole du Bon Samaritain demeure le critère d’évaluation, elle impose l’universalité de l’amour qui se tourne vers celui qui est dans le besoin, rencontré «par hasard» ».

## Extraits de textes

### Eusèbe de Césarée
« Jude, était, selon la chair, frère du Seigneur. C’est ce que montre Hégésippe quand il s’exprime en ces termes : "Il y avait encore (sous Domitien) de la race du Seigneur les petits-fils de Jude, qui lui-même était appelé son frère selon la chair : on les dénonça comme descendants de David." » Histoire ecclésiastique, III, 19-20.

### Jules l'Africain
« Quelques personnes soigneuses gardèrent pour elles leurs propres généalogies, soit en se souvenant des noms, soit en en prenant des copies et se glorifièrent d’avoir sauvé la mémoire de leur noblesse. Parmi elles, se trouvaient ceux dont on a parlé, qu’on appelle desposynes, à cause de leurs accointances avec la famille du Sauveur : originaires des villages juifs de Nazareth et de Kokaba, ils s’étaient répandus dans le reste du pays et ils avaient compilé la susdite généalogie d’après le Livre des Jours, (Chroniques) autant qu’ils l’avaient pu. » Jules l'Africain cité par Eusèbe de Césarée.
Outre la synagogue du mont Sion, des recherches archéologiques ont permis d'identifier une autre synagogue judéo-chrétienne à Farj dans le Golan. Dans ce massif, indépendamment du site prestigieux de Gamla, les ruines de nombreuses implantations juives présentes au Ier siècle ont été identifiées, ainsi que dix-sept synagogues,. De cet ensemble se dégagent les deux sites de Farj et Er-Rahmaniyye, habités semble-t-il par des nazôréens. Selon toute vraisemblance, alors que données archéologiques et textes littéraires tendent à prouver une désolation de la région par les forces romaines après la chute de Gamala à l'automne 67, une nouvelle implantation de population s'est produite après 135. Probablement qu'à la suite de la destruction de Jérusalem et l'interdiction à tout Juif d'y pénétrer (135), les habitants de  Juda se replièrent vers le nord et s'implantèrent en Galilée et sur le Golan. Ils disparaissent selon toute vraisemblance au cours du Ve siècle, victimes sans doute des mesures de rétorsion du courant catholique fort de l'appui du pouvoir impérial. Une partie d'entre eux s'est probablement réfugiée en Perse sassanide, où pourtant les nazôréens et les elkasaïtes étaient aussi soumis à de fortes pressions pour se convertir au zoroastrisme.
Il a été avancé l'idée que la communauté qui a rédigé le fameux Document de Damas et n'a pas résidé à Damas, mais « au pays de Damas » aurait précisément vécu à Kokaba/Kaukab près de Damas, du fait de la réminiscence messianique du toponyme en rapport avec le prophétie de Balaam utilisée à plusieurs reprises dans les écrits de la secte du Yahad dont une cinquantaine d'écrits ont été retrouvés dans des grottes près de Qumrân. Ce serait selon cette hypothèse, parmi ces sadocites que se serait constituée une Qehila (communauté) nazôréenne dans les premières années qui suivirent la disparition du Rabbi  Jésus. Dans la même ligne, certains y ont localisé la « conversion » de Paul. Les sources littéraires chrétiennes, en l'occurrence Jules l'Africain et Épiphane, évoquent le site de Kokaba comme lieu d'habitation des parents de Jésus ?

#### Auteurs anciens
- Eusèbe de Césarée, Histoire ecclésiastique
- Jérôme de Stridon La Virginité perpétuelle de Marie
- Tertullien Contre Marcion, livre IV ainsi que De la chaire du christ

#### Auteurs récents
- E.W. Bullinger et particulièrement , Companion Bible, Appendixes 100, 182 et notes.
- Robert Eiseman, James the brother of Jesus.
- Pierre-Antoine Bernheim, Jacques, frère de Jésus, Noésis (1999)
- Malachi Martin La saga des Papes : Déclin et chute de l'Église romaine.
- Geza Vermes, Dictionnaire des contemporains de Jésus, traduit par Patrice Ghirardi, Bayard, collection Domaine biblique, février 2008

#### Interprétations anciennes
- Eusèbe de Césarée
- Tertullien Contre Marcion, Livre IV
- Tertullien, De la chaire du christ
- (en) The Perpetual Virginity of Blessed Mary, Jérome
- (en) Robert Eiseman, extraits
- (en) Hégésippe

#### Interprétations récentes
- Les frères de Jésus et la virginité de Marie ; texte de Jean-Pierre Torrell, professeur à l'Université de Fribourg.
- Les frères de Jésus, la fin de l'énigme ?
- (en) The Brethren of the Lord, J.B. Lightfoot, 1865